# Mene Tekel (festival)
Mene Tekel, mezinárodní projekt proti totalitě, je nekomerční multidisciplinární festival, který se koná v Praze od roku 2007 a každoročně přináší svědectví o protiprávnosti totalitních režimů a připomíná odkaz obětí nacismu a komunismu. Autory projektu jsou Daniela a Jan Řeřichovi a jeho organizátorem je spolek Umění bez bariér. Festival se koná vždy v týdnu kolem historického data 25. února, kdy po komunistickém puči v roce 1948 došlo k likvidaci parlamentního demokratického systému v Československu. Během festivalového týdne se každoročně koná zhruba dvacet žánrově různorodých akcí, při nichž se organizátoři snaží veřejnosti představit žijící svědky politických perzekucí a totalitních hrůz a upozornit na absenci demokracie v rozličných částech světa. Festival svým názvem odkazuje na slova, která se objevila na zdi během hostiny babylónského krále Belšazara a znamenala nadcházející pád jeho království. Tento odkaz symbolizuje důležitost reflexe minulosti, poučení a varování před opakováním totalitních praktik.

## Vznik

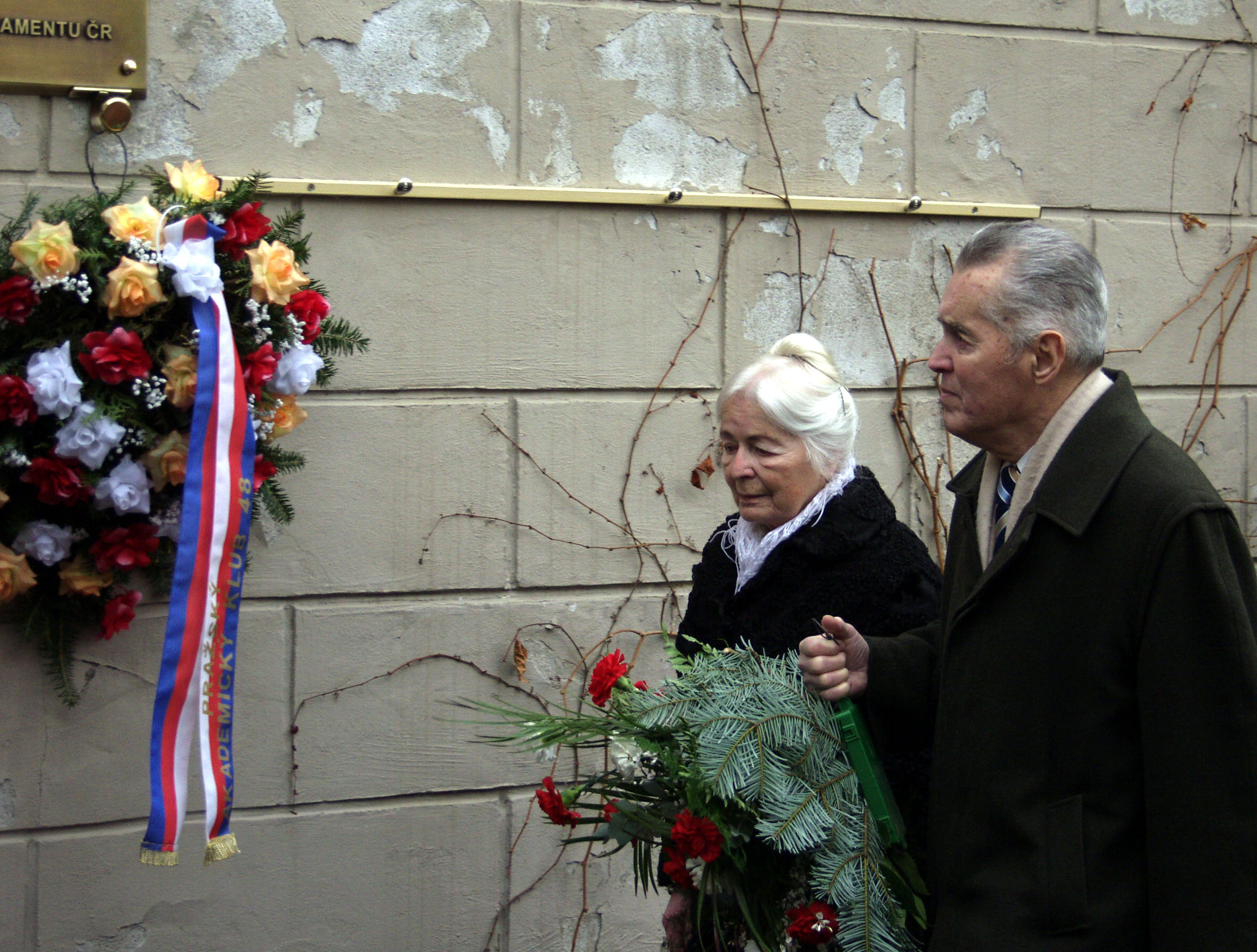
Naděžda Kavalírová a Leo Žídek z Konfederace politických vězňů během festivalu v roce 2008

Projekt původně vznikl v reakci na nezájem společnosti o osud politických vězňů z padesátých let 20. století a na nedostatečnou výuku o tomto období ve školách. Festival se poprvé konal v roce 2007. Postupně se jeho zaměření rozšířilo na protiprávnosti totalitních režimů v okolních státech i na současné porušování lidských práv ve světě. Tvůrci projektu jsou manželé Řeřichovi. Herec a režisér Jan Řeřicha byl do své smrti ředitelem projektu. Po smrti manžela zajišťuje od roku 2020 realizaci festivalu dramaturgicky i organizačně Daniela Řeřichová. Organizátorem je spolek Umění bez bariér.

## Cíle
Poslání projektu je obsaženo v Memorandu o spolupráci při pořádání mezinárodního festivalu proti totalitě Mene Tekel, které bylo uzavřeno mezi hlavním městem Prahou, Ústavem pro studium totalitních režimů, Konfederací politických vězňů ČR, Inter ASSO (Mezinárodní asociací bývalých politických vězňů a obětí komunismu), Univerzitou Karlovou, autory projektu a spolkem Umění bez bariér. Memorandum  bylo  slavnostně ratifikováno v katedrále sv. Víta, Václava a Vojtěcha dne 30. září 2009 a deklaruje trvalou podporu projektu a každoroční spolupráci na jeho realizaci.
Cílem festivalu je připomínat historické mezníky Česka i ostatních států Evropy a světa, kde jsou porušována základní lidská práva. Projekt přináší svědectví o protiprávnosti totalitních režimů a připomíná odkaz obětí nacismu a komunismu.

## Náplň
Týdenní festival každoročně nabízí otevřenou platformu pro autentická svědectví, uměleckou reflexi i odbornou analýzu doby nacistické okupace a komunistické diktatury a jejich následků. Pořádají se výstavy, koncerty, divadelní představení, projekce hraných i dokumentárních filmů, literárně hudební pořady, prezentace tematických knih, besedy s pamětníky a diskuse. Festivalu se účastní nejrůznější zájmové, sociální a generační skupiny, významné osobnosti z celého světa, například političtí vězni, a iniciátoři a zakladatelé nejrůznějších muzeí a památníků.
Festival má každý rok specifické téma, například v roce 2011 to bylo Reflexe totality v umění a vzdělávání, v roce 2014 Studenti proti totalitě, v roce 2020 Memento George Orwella a v roce 2021 Právo na právo.
Dvanáct let nabízel festival divadlo faktu, ve spolupráci Mene Tekel a Právnické fakulty Univerzity Karlovy představil režisér Jan Řeřicha každoročně rekonstrukci jednoho politického procesu v autentickém prostředí Vrchního soudu v Praze na Pankráci, kde se v padesátých letech 20. století politické procesy odehrávaly.
Ve spolupráci s Ministerstvem kultury uděluje Mene Tekel ocenění Dáma, Rytíř a Mecenáš české kultury určené pro umělce, kteří ani v době nesvobody nezradili nejvyšší mravní zásady.

## Spolupracující subjekty
Mezí hlavní odborné spolupracující subjekty patří Ústav pro studium totalitních režimů, Univerzita Karlova, Ministerstvo kultury, Národní archiv a  Ministerstvo školství, mládeže a tělovýchovy.